# Дримченко Володимир Климович
Володимир Климович Дримченко (1928 — ?) — український радянський діяч, секретар Кіровоградського обласного комітету КПУ, 1-й секретар Новомиргородського районного комітету КПУ Кіровоградської області.

## Життєпис
Освіта вища. Член ВКП(б) з 1950 року.
У січні 1963 — січні 1965 року — секретар партійного комітету Долинського виробничого колгоспно-радгоспного управління Кіровоградської області.
З січня 1965 по грудень 1973 року — 1-й секретар Новомиргородського районного комітету КПУ Кіровоградської області.
17 грудня 1973 — 24 грудня 1988 року — секретар Кіровоградського обласного комітету КПУ з питань промисловості.
У 1988—1991 роках — завідувач курсів підвищення кваліфікації партійних, радянських та ідеологічних кадрів Кіровоградського обласного комітету КПУ.
Потім — на пенсії.

## Нагороди
- орден «Знак Пошани»
- ордени
- медалі